# Шумный (ручей)
Шумный — ручей в России, протекает по территории Мильковского района Камчатского края. Длина реки — 22 км. Впадает в реку Правый Толбачик.
Начинается на западном склоне горы Верхняя Андриановка, входящей в состав Восточного хребта. Течёт в общем северо-западном направлении. В среднем течении протекает по равнинной местности, носящей название урочище Озерное, где принимает несколько притоков, в том числе из озера Оленьего.
По данным государственного водного реестра России относится к Анадыро-Колымскому бассейновому округу. Код водного объекта — 19070000112220000014578.